# Соснівка (Білогірська селищна громада)
Сосні́вка (МФА: [soˈsɲiu̯kɐ] ( прослухати)) — село в Україні, у  Білогірській селищній територіальній громаді Шепетівського району Хмельницької області. Населення становить 481 особа. До 2018 року орган місцевого самоврядування — Квітневська сільська рада.

## Географія
Село Соснівка розташоване за 118 км обласного центру, 64 км від районного центру та 14 км від адміністративного центру селищної громади.

## Історія
Село засноване у 1567 році.
У 1906 році село Шепетівської волості Ізіславського повіту Волинської губернії. Відстань від повітового міста становила 12 верст, від волості — 10 аерств. Налічувалось 58 домогосподарств та 231 мешканців.
7 (20) листопада 1917 року, відповідно до Третього Універсалу Української Центральної Ради, увійшло до складу Української Народної Республіки.
12 червня 2020 року, відповідно до розпорядження Кабінету Міністрів України № 727-р «Про визначення адміністративних центрів та затвердження територій територіальних громад Хмельницької області», село увійшло до складу Білогірської селищної громади.
19 липня 2020 року, в результаті адміністративно-територіальної реформи та ліквідації Білогірського району, село увійшло до складу новоутвореного Шепетівського району.

## Населення
За переписом населення України 2001 року в селі мешкало 614 осіб.
У 2020 році чисельність населення становила ▼481 особа

### Мова
Розподіл населення за рідною мовою за даними перепису 2001 року:
| Мова       | Кількість | Відсоток |
| ---------- | --------- | -------- |
| українська | 609       | 99.19%   |
| російська  | 5         | 0.81%    |
| Усього     | 614       | 100%     |